# Chevrolet Bolt
Chevrolet Bolt sau Chevrolet Bolt EV este un hatchback subcompact electric cu baterie produs de General Motors sub marca Chevrolet. A fost dezvoltat și fabricat în parteneriat cu LG Corporation. O variantă europeană redenumită a fost vândută ca Opel Ampera-e în Europa continentală până în 2018. A fost prezentat drept concept în 2015 la Salonul Auto Internațional din America de Nord. Are o autonomie de 320 km și este produs în serie din 2016.
Dispune de o opțiune de încărcare rapidă, frânare regenerativă, tehnologii de asistență pentru șofer și capacitatea de încărcare a unui crossover, spațiu generos, kilometraj excelent și un preț accesibil.